# 卡尔斯堡市镇

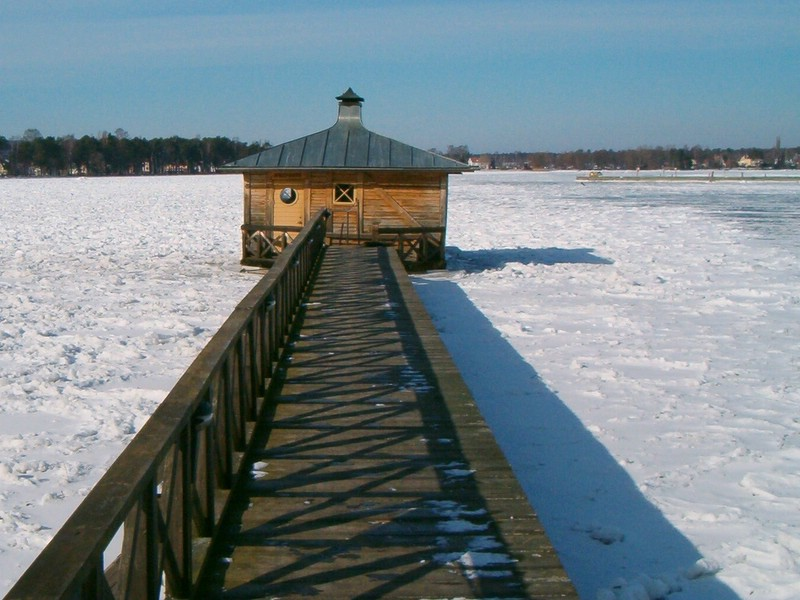
韦特恩湖上的桑拿馆，摄于卡尔斯堡

卡尔斯堡市镇（瑞典語：Karlsborgs kommun）是瑞典西部西约塔兰省的一个市镇。其治所位于卡尔斯堡。